# Antone Smith
Antone Smith (Pahokee, 17 settembre 1985) è un giocatore di football americano statunitense che gioca nel ruolo di running back per gli Atlanta Falcons della National Football League (NFL). Dopo non essere stato scelto nel Draft NFL 2009 firmò coi Detroit Lions. Al college ha giocato a football a Florida State.

## Carriera professionistica

### Detroit Lions
Dopo non essere stato scelto nel Draft 2009, Smith partecipò al minicamp riservato ai rookie dei Detroit Lions in prova all'inizio di maggio. L'8 maggio 2009 firmò coi Lions ma fu svincolato il 27 luglio.

### Minnesota Vikings
Smith firmò coi Minnesota Vikings il 5 agosto 2009 dopo che la squadra aveva tagliato il wide receiver Aundrae Allison e fu svincolato dalla squadra il 1º settembre.

### Houston Texans
Smith firmò per la squadra di allenamento dei Texans il 24 settembre.

### Atlanta Falcons
Smith firmò per far parte della squadra di allenamento degli Atlanta Falcons il 21 ottobre 2009 dopo il taglio del quarterback D. J. Shockley. Dopo che il suo contratto scadde alla fine della stagione, Smith Falcons rifirmò coi Falcons.
Nella prima gara della stagione 2014, Smith segnò il suo primo touchdown su ricezione in carriera, nella vittoria ai supplementari sui New Orleans Saints. Il 17 novembre 2014, Smith fu inserito in lista infortunati in seguito alla frattura di una gamba che lo costrinse a chiudere in anticipo la stagione.

## Statistiche
| Partite totali      | 59  |
| Partite da titolare | 0   |
| Yard su corsa       | 286 |
| Touchdown su corsa  | 4   |

Statistiche aggiornate alla stagione 2014